# MÄR

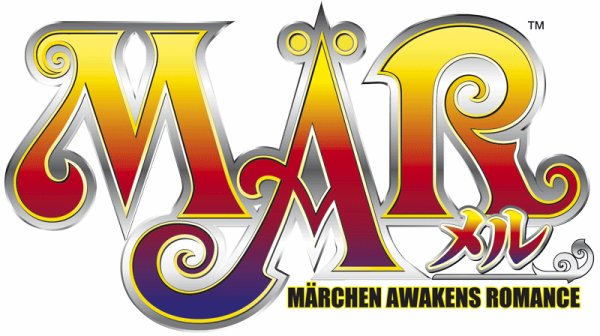
Märchen Awakens Romance

MÄR (japanska: Meru), eller Märchen Awakens Romance, en japansk manga och anime från 2005. Varje animedel är ungefär 30 minuter lång, och hittills finns det 36 släppta episoder. MÄR är skapad av Nobuyuki Anzai, som också skapat den populära mangan Flame of Recca.

## Handling
MÄR handlar om Ginta, en japansk mellanstadieelev med stora glasögon, som fantiserar om en värld kallad Mär Heaven. En dag uppenbaras en port, som han uppmanas att gå igenom. Efter någon tvekan gör han det. Han slungas in i världen Mär Heaven, som verkar vara helt underbar. Hans utseende förändras (till exempel har han inga glasögon) och han blir mycket starkare. Efter några minuter i Mär Heaven stöter han på häxan Dorothy och följer med henne för att utforska ett slott där det finns en mäktig ÄRM som heter Babbo, som Dorothy försöker ta. Hon strider mot ett mäktigt monster, och under tiden går Ginta till en kista som han ser bakom monstret. I kistan ligger Babbo, och Babbo går med på att göra Ginta till en "partner" (vilket betyder att Ginta får tillåtelse att använda Babbo).
Ginta och Dorothy skiljs åt, mest för att Dorothy ville ha Babbo, och för att hon hade sina äventyr och han hade sina. Ginta fortsätter att utforska Mär Heaven tillsammans med Babbo. De hittar en stuga, med grönsaker utanför i trädgården, och de äter av dem. Ginta blir sedan vän med Jack, som försvarar grönsakerna mot tjuvar, de får till exempel äta hemma hos Jack och hans mor. Efter ett tag kommer dock tjuvarna - ett par varulvar. Tillsammans med Jack lyckas Ginta och Babbo besegra dem. Jack vill följa med Ginta på hans resa genom Mär Heaven, vilket Ginta blir glad över.
Jack och Ginta vandrar vidare och kommer till slut till en äng. Där möter de hunden Edward, som berättar att hans prinsessa är i fara. Ginta och Jack erbjuder sin hjälp, och Edward visar dem till slottet som prinsessan finns i. Slottet är helt täckt av is. De går in i slottet och möter där Dorothy, som följt efter Ginta och Jack, och hjälper dem med några monster som finns inne i slottet. Efter ett tag kommer Ginta och Jack till prinsessan, som ligger fängslad inuti en stor isbit. Utanför står några personer som vill slåss mot Ginta och Jack, och Ginta är i underläge. Efter ett tag svimmar Edward, och förvandlas då till en stor muskulös person, Alan. Alan hjälper Ginta i striden, som senare blir oavgjord. Efter striden ger Alan en ÄRM till Ginta, den ÄRM:en tinar upp isen som prinsessan låg i. När prinsessan frigörs från den stora isbiten kastas hon mot Ginta, och de råkar kyssa varandra. Prinsessans namn är Snow.
Sedan berättar Alan att allt inte är fridfullt i Mär Heaven, ett ont gäng kallat Chess no Kama vill ta över hela Mär Heaven. Gänget leds av den legendariske Phantom, som många trodde var död efter den senaste gången Chess no Kama försökte ta över Mär Heaven. Ginta svär att försvara Mär Heaven till varje pris. Han förklarar även att de som var i slottet var från Chess no Kama.
Man får också senare veta att Chess no Kamas krig är som ett spel, där de spelar med Mär Heaven som ett schackspel.
Han får sedan höra historien om Ganna, en man som också kom från den värld som Ginta kommer ifrån (jorden alltså). Ganna var en person som var precis som Ginta, och ville bekämpa Chess no Kama innan han återvände till sin egen värld. Senare får man reda på att Ganna är Gintas försvunne far.
Alan går med Ginta, Babbo, Jack och Snow ut till en öde skog, och där dyker Dorothy upp igen. Han skickar Ginta och Snow till en ny värld (med hjälp av en ÄRM) där de kan träna ostört, och Jack och Dorothy till en identisk värld, men inte samma - han använder samma ÄRM. I den världen är 180 dagar 3 dagar i verkligheten, och därmed kan de träna där länge. Efter just 180 dagars träning kommer de tillbaka, med nya krafter.
Snow minns en profetia som nämnde att hon ska leta efter 7 allierade och bekämpa Chess no Kama. Efter att Alviss anslutit sig har hon hittat de 7 "utvalda" (Ginta, Alan, Edward, Dorothy, Nanashi, Jack och Alviss). Och därmed börjar kriget och kampen mot Chess no Kama.

## Om ÄRM
ÄRM är ett föremål som existerar i MÄR Heaven, och som oftast används i strid i form av vapen, magi eller liknande. ÄRM kan också användas för att teleportera sig själv från ett ställe till ett annat (till exempel ÄRM:en Andarta). För att en ÄRM ska utlösa sin effekt, måste man aktivera den.

### Lista över olika typer av ÄRM
- Weapon ÄRM - om man aktiverar en weapon ÄRM får man fram ett vapen.
- Guardian ÄRM - framkallar ett monster som slåss för en.
- Holy ÄRM - olika typer av ÄRM som helar skador.
- Darkness ÄRM - sätter en förbannelse på motståndaren.
- Nature ÄRM - framkallar magi som hör till naturens element.
- Dimension ÄRM - gör så att man kan teleportera sig mellan olika platser.

## Team MÄR
Team MÄR är ett litet gäng som bildades av Ginta, Alan, Snow, Jack och Dorothy, och deras främsta mål är att förinta Chess no Kama och att stoppa deras aktioner. De har många likheter med Cross Guard - som leddes av Gintas far en gång i tiden - som också hade dessa mål.

### Medlemmar
Nedan följer en lista över medlemmar och lite fakta om dessa. De är ordnade i den ordning de ansluter till Team MÄR (notera att Ginta, Snow, Dorothy, Alan/Edward och Jack var med i bildandet).

#### Ginta
Ginta är huvudperson i mangan/animen, är alltid på gott humör och bryr sig inte så mycket om sig själv. Han hittar sin ÄRM Babbo med hjälp av Dorothy. Det tros att Ginta skickades till Mär Heaven för att skydda just Mär Heaven från Chess no Kama.
- Babbo - Gintas ÄRM som har sex versioner. Denna standard-version (bara Babbo) är en hammare med en kedja som leder ut till en kula, eller Babbos ansikte. De övriga versionerna är:
  - Babbo V.1 Hammer and Dagger: En av de två versionerna som liknar den ursprunglige Babbo mest. Hammaren är kvar, men Babbos huvud sätts nu fast på hammaren, som i sin tur sätts fast på Gintas hand så att han kan slåss med den i närstrid. Ginta kan göra om hammaren till en kniv.
  - Babbo V.2 Bubble Gun: Den andra av de två versionerna som liknade den ursprunglige Babbo mest. Hammaren förändras till ett vapen och skjuter iväg Babbo-liknande bomber som ser ut som bubblor. Används oftast för långdistans-strid.
  - Babbo V.3 Gargoyle: Babbo förändras till en Guardian ÄRM, en figur av sten. Den version som ser minst ut som Babbo. Han har två attacker: slå med sina stora händer eller frigöra den sten som han oftast har i käken och en eldstråle av en massa energi kommer ut ur munnen. Används för tunga strider.
  - Babbo V.4 Alice: Babbo förändras till en Guardian ÄRM, en kvinnlig ängel som använder "Ljus Magi" (hela skador och liknande). Den är mycket effektiv när man vill kontra en Darkness ÄRM.
  - Babbo V.5 Giant Pudding: Babbo förändras till en gelé som täcker Ginta helt. Detta är till för skydd mot fiender som skadar extra mycket.

#### Snow
Prinsessan av Lestava, det största kungadömet i hela Mär Heaven. Hon är dotter till Diana, den andra drottningen av Lestava och drottning av Chess no Kama, därmed också systerdotter till Dorothy. Hennes personlighet är mycket lik Gintas, men hennes bakgrund har gjort henne seriös och grym i stridssituationer. Hon är även kär i Ginta. Hon använder i början en is-ÄRM, och senare en vatten-ÄRM.
- Snow Ring: Kan skapa en mycket stor kontrollerad massa av snö genom att använda luft. Kan användas tillsammans med Ice Ring och/eller Frost Ring för att göra allting mycket starkare.
- Ice Ring: Kan skapa en liten kontrollerad massa av is genom att använda luft. Kan användas tillsammans med Snow Ring och/eller Frost Ring för att göra allting mycket starkare. I ovanliga situationer kan den även skapa stora pelare av is, men detta kräver mycket ansträngning, uppmärksamhet, energi och tid - det verkar även slita ut användaren.
- Frost Ring: En ÄRM som kan forma, men inte skapa is genom att använda luft. Kan användas tillsammans med Snow Ring och/eller Ice Ring för att göra allting mycket starkare.
- Ice Kingdom: Resultatet av att använda alla is-ringar samtidigt. Kan skapa ett stort slott av is som hon bestämmer över. Hon har ofta använt den här så att all is och snö samlas runt henne medan Edward har sprungit efter hjälp.
- Snowman: Har smeknamnen "Baby Snowy" och "Yuki-chan". En Guardian ÄRM som är en snögubbe som kan skapa nya av sig själv och återskapa sig från en självdestruktion.
- Frozen: En ÄRM som förvandlar hela det närliggande området till is. Används oftast som försvar. Kan bli kontrad av Flame (motsvarighet fast i eld).
- Water Spirit: Har smeknamnet "Water Girl". En Guardian ÄRM, som kan tänka och prata själv. Blir mycket kraftig när man använder den tillsammans med Frozen.

#### Jack
En bondpojke som Ginta möter i Mär Heaven. Han är mycket högljudd och klumpig, och den klart svagaste av alla i Team Mär - detta verkar påverkar honom mycket, vilket hans kamrater inte ser. Han blir kär i varje tjej han lägger ögonen på, speciellt Snow och Dorothy, trots deras (mestadels Dorothys) elaka aktioner mot honom.
- Spade: En vanlig spade som kan orsaka jordbävningar och göra så att planterade växter växer med en otrolig fart.
- Magical Been: Inte en ÄRM, men när den används tillsammans med hans spade så skapas en enorm planta som kan snärja fast eller skada en motståndare.
- Magical Seed: Inte en ÄRM, men en sak som kan hjälpa till. Frön som växer upp till stora växter på endast en natt. Används som matkälla eller som kamouflage (kan skapa en skog på endast 1 sekund).
- Hallilunating Mushroom: Inte en ÄRM, men när den används med spaden så skapas många svampar som kan skapa illusioner, som Jack kontrollerar. Används för en snabb seger eller för förvirring.
- Mehitos: En Guardian ÄRM i form av en enorm planta. Plantans sätt att vara (vad gäller att skapa nya huvuden) liknar Snowman väldigt mycket.

#### Dorothy
Är en häxa, vilket är mycket ovanligt även i Mär Heaven. Hon har en stor kraft, som verkar vara likvärdig med Edward/Alans. Lillasyster till Diana, drottningen av Chess no Kama. Eftersom Diana förrådde Caldia, kungadömet av magi, så måste Dorothy, enligt Caldias lagar, stoppa det som Diana gör (och därmed stoppa Chess no Kama) och döda henne. Dorothy brukar stjäla de flesta ovanliga ÄRM:s som hon ser, och har många olika ÄRM:s. Hon verkar dock föredra Guardian ÄRM:s och ÄRM:s som är knutna till vind och liknande. Även hon är kär i Ginta och är alltid avundsjuk på Snow.
- Toto: En Guardian ÄRM i form av en tresvansad hund som kan äta allting, från normal mat, metall och Weapons ÄRM:s till fienders Guardian ÄRM:s. Den kan troligen även äta magi. Dorothy blir oftast arg på Toto för att han "råkat" äta upp en ÄRM som Dorothy hittat.
- Magical Broomstick: Ses nästan alltid nära Dorothy, som antingen sitter på den eller så håller hon i den. Hon använder den för att flyga och för att utföra sin vindknutna kraft. Den kan blåsa från en svag bris till kraftiga tornados.
- Crazy Quilt: En kvinnlig Guardian-ÄRM i form av en docka som bär smutsiga slitna kläder och inte har några ben. Den pratar ofta, och ser Dorothy som en syster. Den kan ge ifrån sig väldigt högt ljud, i from av en sång: "Poor children, without clothes, nor food, no puppet. Poor childhood, sewing their own puppets, wishing for a better tomorrow."
- Dagger: En vanlig Weapon-ÄRM som Dorothy använder om hon inte vill slösa energi genom att använda magi. Även om hon är en häxa så är hon ganska dödlig med dessa vapen, ungefär som en lönnmördare.
- Giant Golem: En väldigt stor Guardian-ÄRM, till och med större än Gargoyle.

#### Alan/Edward
En kombination mellan människa och hund, men med en stor kontrast vad gäller egenskaper. Alan är den kraftfulla människan som var med i det senaste kriget mot Chess no Kama och var känd som Dannas partner i "Cross Guards". Hans kraft är jämlik med "Knights" enligt Chess no Kamas rankingnivå, och har en gång slagits oavgjort med en Chess Knight, Halloween. Han är mycket respekterad av de andra medlemmarna i Team MÄR. Alan förvandlas till hunden Edward så fort han somnar på grund av en förbannelse som Halloween satt på honom. Edward är en svag, feg hund som är en trogen följeslagare till Snow. För att förvandlas tillbaka till Alan måste Edward somna tre gånger. I bok nummer 7 kommer Ginta på ett sätt att bryta förbannelsen, så att Edward och Alan blir separerade.
- Treasure Chest: Kistan som Babbo var i. Det var Alans uppgift att gömma och låsa in Babbo, så att ingen skulle kunna använda honom igen. Han satte ut Guardian-ÄRM:s framför kistan så att ingen skulle kunna komma förbi, men det gjorde alltså Ginta med lite tur.
- Training Gate: En Dimension-ÄRM som Alan använde för att träna Ginta, Snow, Dorothy och Jack. Den öppnar två stycken portar som man teleporteras in i (Ginta och Snow åker in i en, och Dorothy i den andra). Han kan inte röra sig medan den här ÄRM:en är aktiv. Det finns Stone Guardians och andra utmaningar i den här världen, som är där för att träna de som blivit teleporterade dit. I den här dimensionen är tiden förvrängd, där 180 dagar i "träningsvärlden" är 3 dagar i den riktiga världen.
- Merilo: Efter att någon besegrar Stone Guardian i "träningsvärlden" så dyker Guardian-ÄRM:en Merilo upp och guidar personen genom deras träning därifrån. Hon kan även prata och är väldigt söt.
- Bumoro: Den Guardian-ÄRM som guidar personers träning i den andra "träningsvärlden". Hon är inte lika söt som Merilo, men har likvärdiga kunskaper och färdigheter.

#### Nanashi
Kaptenen av Luberia, en grupp tjuvar som stjäl andra människors ÄRM, men gick med i Team MÄR för att kämpa mot Chess no Kama för att hämnas sina stupade kamrater.
- Electric Eye: Den ÄRM som Nanashi använder mest. Skadar andra människor med elektricitet.

#### Alviss
Alviss är den som tog Ginta till Mär Heaven och var även med under det första kriget.
- 13 Totem Pole Chain: Alviss mest använda ÄRM. Kan användas som en stav eller framkalla en Guardian.
- Caged Bird: En Darkness-ÄRM som fångar någon inuti en bur och förvandlar denne till en fågel.
- Gatekeeper Clown: Den Dimension-ÄRM som tog Ginta till Mär Heaven. Det var samma ÄRM som tog Ganna till Mär Heaven. Det är själva ÄRM:en som själv bestämmer vem som ska komma, alltså kan det bli vem som helst.

## Musik

### Öppningslåtar
- Kimi no Omoi Egaita Yume Atsumeru HEAVEN av Garnet Crow
- Hare Tokei av Garnet Crow

### Avslutningslåtar
- I Just Wanna Hold You Tight av Miho Komatsu
- Fukigen ni Naru Watashi av Sayuri Iwata
- Mainichi Adventure av Sparkling Point
- Sakurairo av Shiori Takei